# La Côte-aux-Fées
La Côte-aux-Fées est une commune suisse du canton de Neuchâtel, située dans la région Val-de-Travers.

## Géographie
| Verrières-de-Joux ( France) | Les Verrières     | Val-de-Travers    |
| Verrières-de-Joux ( France) | La Côte-aux-Fées  | Val-de-Travers    |
| Les Fourgs ( France)        | Sainte-Croix (VD) | Sainte-Croix (VD) |

Le territoire de La Côte-aux-Fées s'étend sur 12,85 km2. Lors du relevé de 2013-2018, les surfaces d'habitations et d'infrastructures représentaient 3,4 % de sa superficie, les surfaces agricoles 56,7 %, les surfaces boisées 39,8 % et les surfaces improductives 0,3 %.

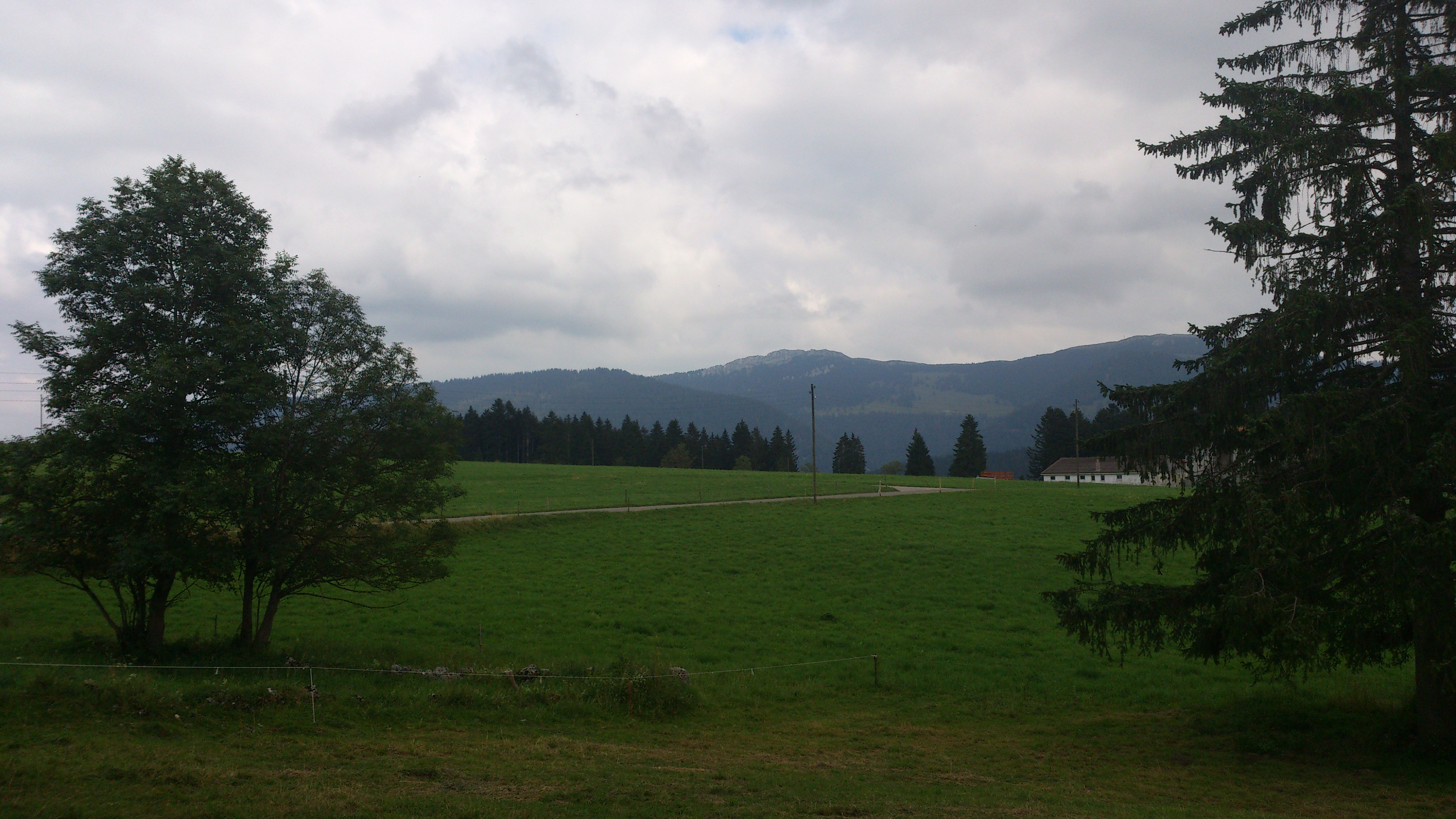
La Côte-aux-Fées

La Côte-aux-Fées est traversée par la Route de l'absinthe, itinéraire culturel et touristique reliant Pontarlier à Noiraigue dans le Val-de-Travers.

Vue aérienne (1964)

## Lieux et monuments
- Temple (1870)
- La grotte aux fées se situe à environ 2.8 km de la Côte-aux-Fées en prenant la direction du hameau de Saint-Olivier.

## Démographie
Selon l'Office fédéral de la statistique, La Côte-aux-Fées compte 442 habitants fin 2018.
Le graphique suivant résume l'évolution de la population de La Côte-aux-Fées entre 1850 et 2018 :
Impossible de compiler l'entrée EasyTimeline :

Timeline generation failed: 4 errors found

Line 67:   bar:2020 form:0 till:457

- PlotData definition invalid. Invalid attribute 'form' found. 

```
 Syntax: 'PlotData = [align:..] [anchor:..] [at:..] [bar:..] [barset:..] [color:..] [fontsize:..] [from:..] [link:..] [mark:..] [shift:..] [text:..] [textcolor:..] [till:..] [width:..]'

```

Line 68:   bar:2021 form:0 till:481

- PlotData definition invalid. Invalid attribute 'form' found. 

```
 Syntax: 'PlotData = [align:..] [anchor:..] [at:..] [bar:..] [barset:..] [color:..] [fontsize:..] [from:..] [link:..] [mark:..] [shift:..] [text:..] [textcolor:..] [till:..] [width:..]'

```

Line 69:   bar:2022 form:0 till:490

- PlotData definition invalid. Invalid attribute 'form' found. 

```
 Syntax: 'PlotData = [align:..] [anchor:..] [at:..] [bar:..] [barset:..] [color:..] [fontsize:..] [from:..] [link:..] [mark:..] [shift:..] [text:..] [textcolor:..] [till:..] [width:..]'

```

Line 70:   bar:2023 form:0 till:484

- PlotData definition invalid. Invalid attribute 'form' found. 

```
 Syntax: 'PlotData = [align:..] [anchor:..] [at:..] [bar:..] [barset:..] [color:..] [fontsize:..] [from:..] [link:..] [mark:..] [shift:..] [text:..] [textcolor:..] [till:..] [width:..]'

```